# Explorator
Die Exploratores (Singular: explorator, deutsch: Späher, Kundschafter) – auch Speculatores genannt – waren ein Truppenteil in der römischen Republik und der Kaiserzeit. Sie waren die taktische Aufklärung und Spähtrupps der einzelnen Armeen und operierten in Form kleiner Reiterabteilungen. Die üblichen Aufgaben dieser Truppengattung bestanden darin, feindliche Einheiten und deren Stärke aufzuklären sowie Schlachtfelder und Marschwege zu erkunden, diese Informationen an die Führung des Heeres weiterzuleiten und sie über alle möglichen Vor- und Nachteile von Schlachtfeldern und Marschrouten zu unterrichten. Aufgrund ihrer Aufgaben operierten die Exploratores noch vor den Voraustruppen des Heeres, den sogenannten Procursatores („Plänkler“), bis zu 24 Meilen vor dem eigentlichen Heer.
Eine weitere Aufgabe der Exploratores war es, gemeinsam mit Zenturionen und Ingenieuren, der Armee geeignete Lagerplätze auszuwählen und diese vorzubereiten. Die Exploratores berechneten anhand der Verschiedenartigkeit von Staubsäulen und des Rauchs von Lagerfeuern die Größe, Bewegungen und Zusammensetzung von Armeen und konnten hierdurch wertvolle Informationen vor der Annahme einer Schlacht liefern.
Die Arbeit der Exploratores wird vor allem in Caesars Kommentar zum Gallischen Krieg beleuchtet. Aus diesem Werk geht auch hervor, dass nicht nur die römischen Kundschafter als exploratores bezeichnet wurden, sondern auch die Spähtruppen der Gallier. Sowohl die Aufklärer befreundeter als auch verfeindeter Stämme werden ohne Unterscheidung exploratores genannt.
Seit Augustus übernahmen die Exploratores/Speculatores auch geheimpolizeiliche Funktionen.